# Ravensworth Castle
Ravensworth Castle är ett slott i Storbritannien.   Det ligger i grevskapet North Yorkshire och riksdelen England, i den centrala delen av landet, 300 km norr om huvudstaden London. Ravensworth Castle ligger 123 meter över havet.
Terrängen runt Ravensworth Castle är platt åt nordost, men åt sydväst är den kuperad.Runt Ravensworth Castle är det ganska glesbefolkat, med 36 invånare per kvadratkilometer. Närmaste större samhälle är Darlington, 16,4 km öster om Ravensworth Castle. Trakten runt Ravensworth Castle består till största delen av jordbruksmark.